# Dekanat Birmingham East
Dekanat Birmingham East – jeden z 18 dekanatów archidiecezji Birmingham w Wielkiej Brytanii. W jego skład wchodzi 17 parafii. 

## Lista parafii
| Lp. | Miejscowość     | Parafia                                                                  | Kościół                                                                                | Grafika |
| --- | --------------- | ------------------------------------------------------------------------ | -------------------------------------------------------------------------------------- | ------- |
| 1   | Stechford       | Parafia Bożego Ciała                                                     | Kościół Bożego Ciała w Stechford                                                       |         |
| 2   | Sparkhill       | Parafia Angielskich Męczenników                                          | Kościół Angielskich Męczenników w Sparkhill                                            |         |
| 3   | Small Heath     | Parafia Świętej Rodziny                                                  | Kościół Świętej Rodziny w Small Heath                                                  |         |
| 4   | Olton           | Parafia Ducha Świętego i Niepokalanego Poczęcia Najświętszej Maryi Panny | Kościół Ducha Świętego i Niepokalanego Poczęcia Najświętszej Maryi Panny w Olton       |         |
| 5   | Castle Bromwich | Parafia Najświętszej Maryi Panny Bożej Rodzicielki i Aniołów Stróżów     | Kościół Najświętszej Maryi Panny Bożej Rodzicielki i Aniołów Stróżów w Castle Bromwich |         |
| 6   | Kitts Green     | Parafia Matki Bożej Wspomożenia Wiernych                                 | Kościół Matki Bożej Wspomożenia Wiernych w Kitts Green                                 |         |
| 7   | Saltley         | Parafia Matki Bożej Różańcowej i św. Teresy z Lisieux                    | Kościół Matki Bożej Różańcowej i św. Teresy z Lisieux w Saltley                        |         |
| 8   | Solihull        | Parafia Matki Bożej Przydrożnej                                          | Kościół Matki Bożej Przydrożnej w Solihull                                             |         |
| 9   | Acocks Green    | Parafia Najświętszego Serca Jezusowego                                   | Kościół Najświętszego Serca Jezusowego w Acocks Green                                  |         |
| 10  | Coleshill       | Parafia Najświętszego Serca Jezusowego i św. Teresy                      | Kościół Najświętszego Serca Jezusowego i św. Teresy w Coleshill                        |         |
| 11  | Hall Green      | Parafia św. Ambrożego Barlow                                             | Kościół św. Ambrożego Barlow w Hall Green                                              |         |
| 12  | Chelmsley Wood  | Parafia św. Anny                                                         | Kościół św. Anny w Chelmsley Wood                                                      |         |
| 13  | Solihull        | Parafia św. Augustyna                                                    | Kościół św. Augustyna w Solihull                                                       |         |
| 14  | Solihull        | Parafia św. Jerzego i św. Teresy                                         | Kościół św. Jerzego i św. Teresy w Solihull                                            |         |
| 15  | Kingshurst      | Parafia św. Jana i św. Antoniego                                         | Kościół św. Jana i św. Antoniego w Kingshurst                                          |         |
| 16  | Sheldon         | Parafia św. Tomasza Morusa                                               | Kościół św. Tomasza Morusa w Sheldon                                                   |         |
| 17  | Castle Bromwich | Parafia św. Wilfrida                                                     | Kościół św. Wilfrida w Castle Bromwich                                                 |         |